# جون إم. فرينك
جون إم. فرينك هو سياسي أمريكي، ولد في 21 يناير 1855 في بنسيلفانيا في الولايات المتحدة، وتوفي في 31 أغسطس 1914 في مقاطعة كينغ في الولايات المتحدة. انتخب عضو مجلس ولاية واشنطن ‏.